# PRO Rugby

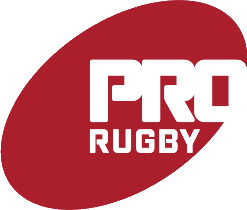
Logo oficial de esta competencia de Rugby estadounidense

La PRO Rugby fue una competencia de Rugby estadounidense profesional creada el año 2016. 
Se formó el año 2015 como organización, tuvo su primera y última temporada en 2016.
En su primera y única temporada del año 2016, el campeón fue Denver Stampede.

## Historia
En su sesión inaugural, se inicia en abril de 2016 hasta julio, contó con la participación de 5 equipos, se jugó en formato de todos contra todos, y el que obtenía más puntos se proclamaba campeón
El campeón fue Denver Stampede al ganar 10 partidos contra 2 perdidos.

## Competidores
En la edición 2016, participaron 5 clubes.
- Denver Stampede

- Ohio Aviators

- Sacramento Express

- San Diego Breakers

- San Francisco Rush

## Campeones y finalistas
| Año                 | Participantes | Campeón         | Subcampeón    |
| ------------------- | ------------- | --------------- | ------------- |
| 2016 Pro Rugby 2016 | 5             | Denver Stampede | Ohio Aviators |

## Posiciones
Número de veces que los equipos ocuparon las primeras dos posiciones en todas las ediciones.
| Equipo          | Campeón | 2º puesto |
| --------------- | ------- | --------- |
| Denver Stampede | 1       |           |
| Ohio Aviators   |         | 1         |